# Helpt
Helpt ist ein Ortsteil der Stadt Woldegk im Osten des Landkreises Mecklenburgische Seenplatte.

## Geografie
Helpt liegt etwa 20 Kilometer östlich von Neubrandenburg und fünf Kilometer nördlich von Woldegk. Im Südosten des Ortsgebiets befindet sich die mit 179,2 m. ü. NHN höchste Erhebung der Helpter Berge und in Mecklenburg-Vorpommern. Das Ortsgebiet ist durch Ackerflächen geprägt, lediglich kleine Flächen im Osten sind bewaldet.
Zu Helpt gehören auch die Orte Oertzenhof und Pasenow, das am 13. Juni 1999 nach Helpt eingemeindet wurde.

## Geschichte
Helpt wurde erstmals 1298 in einer Schenkungsurkunde erwähnt. Helpt war lange Zeit auch Burgstandort im Grenzgebiet zu Pommern und Brandenburg. 1455 wurde die Familie Bredow mit Helpt belehnt. Ab 1665 waren die Oertzen mit Helpt belehnt. 1753 wurde es an Hauptmann Lucius Arnold von Rhaden verkauft. 1782 kam das Gut an Otto Ulrich von Dewitz. 1884 wurde das Gutshaus errichtet. Ab 1911 gehörte das Gut mit den zwei Vorwerken den Freiherren von Bodenhausen. Die alte Adelsfamilie hatte 1869 die preußische Genehmigung zur Fortführung des Freiherrentitels bekommen. Kraft von Bodenhausen-Burgkemnitz behielt seinen Hauptwohnsitz in Burgkemnitz. Kurz vor der großen Wirtschaftskrise 1929/1930 betrug die Größe des Lehngutes Helpt mit Oertzenhof und Sophienhorst etwa 1105 ha, davon 190 ha Wald. Man betrieb hauptsächlich Schafsviehwirtschaft. Des Weiteren agierten zwei Erbpächter auf 80 ha im Ort. Bodenhausen stattete seinen zweitältesten Sohn Bodo Eberhard (1916–1944 vermisst) mit Helpt aus. Er war Hauptmann und führte noch das Gut Degernhausen im anhaltinischen Mansfeld. 1945/1946 folge die Bodenreform.
Am 25. Mai 2014 wurde Helpt nach Woldegk eingemeindet.
Die Ruine der mittelalterlichen Burg von Helpt wurde bis in die 1950er Jahre als Kartoffelkeller genutzt. Danach baute man auf dem Burghügel Schuppen und Kleintierställe. Mitte der 1990er Jahre wurden der ursprüngliche Burghügel und der Eiskeller wiederhergestellt.

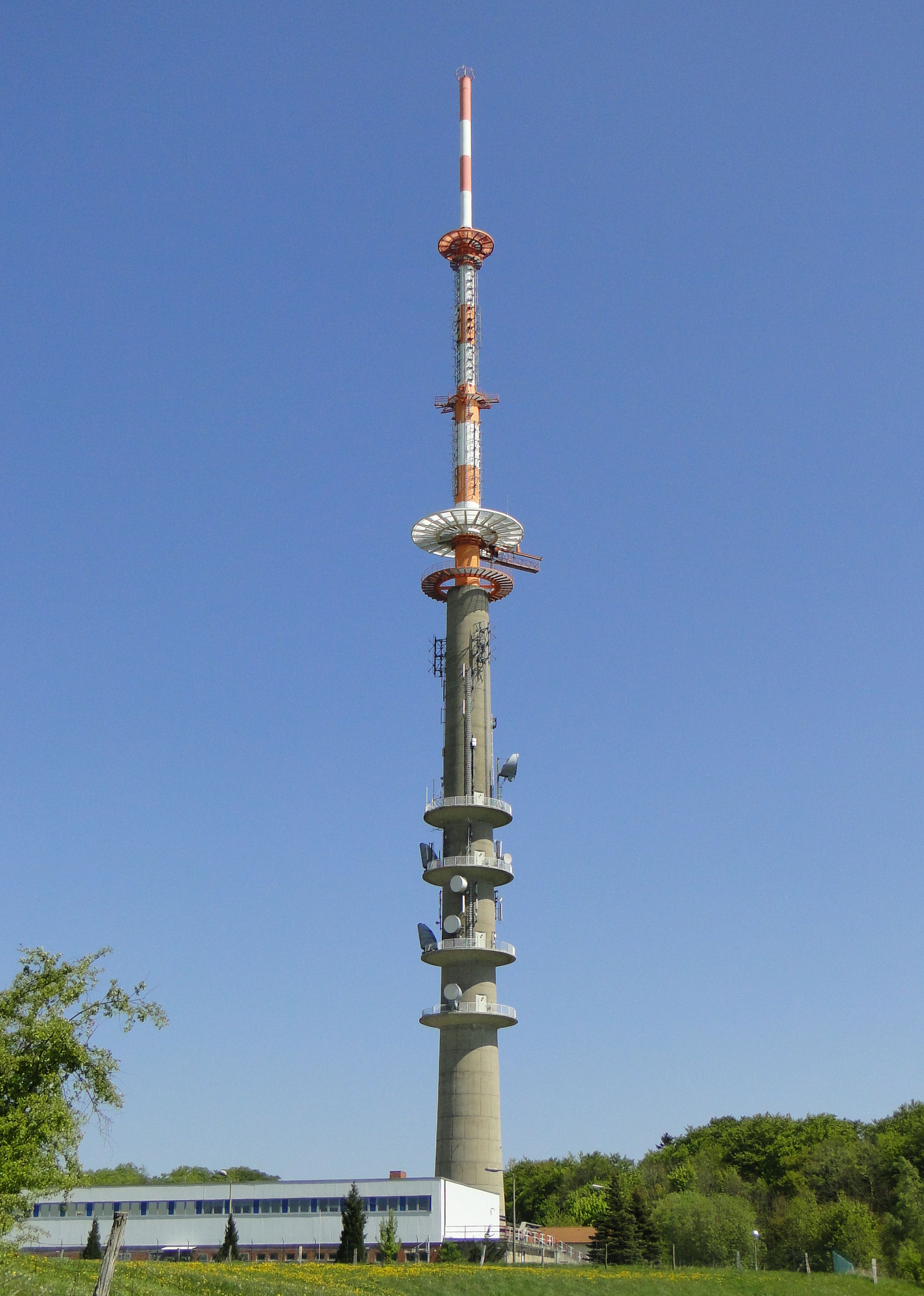
Sendeturm Helpterberg

## Kultur und Sehenswürdigkeiten
- Dorfkirche Helpt aus der zweiten Hälfte des 13. Jahrhunderts
- Dorfkirche in Pasenow
- Herrenhaus (Gutshaus) Helpt[6] mit den Resten der ehemaligen Burg mit Eiskeller; zweigeschossiger, elfachsiger Klinkerbau mit Mittelrisalit auf Feldsteinsockel von 1884.
- Fernmeldeturm Helpterberg

## Verkehrsanbindung
Die Bahnstrecke Bützow–Szczecin führt durch das Ortsgebiet und besitzt in Oertzenhof einen im Personenverkehr bedienten Bahnhof. Die Landesstraße 281 verläuft durch das Ortsgebiet, die Bundesstraße 104 südlich davon. Die Bundesautobahn 20 ist über die etwa fünf Kilometer entfernte Anschlussstelle Friedland i. M. erreichbar.

## Persönlichkeiten
- Julius Hartwig (* 1823 in Helpt; † 1913 in Weimar), Hofgärtner, Landschaftsarchitekt und Autor